# Pursuit (serie televisiva)
Pursuit è una serie televisiva statunitense in 12 episodi trasmessi per la prima volta nel corso di una sola stagione dal 1958 al 1959.
È una serie di tipo antologico in cui ogni episodio rappresenta una storia a sé. Gli episodi sono storie di genere drammatico.

## Interpreti
La serie vede la partecipazione di numerose star cinematografiche e televisive.
- Robert Alda
- Warner Anderson
- Lew Ayres
- Jimmy Baird
- Martin Balsam
- Joan Bennett
- Lyle Bettger
- Sidney Blackmer
- Whitney Blake
- Neville Brand
- Macdonald Carey
- John Cassavetes
- Joan Caulfield
- Marguerite Chapman
- Eduardo Ciannelli
- Dane Clark
- Jackie Cooper
- Linda Darnell
- Laraine Day
- Dan Duryea
- Stuart Erwin
- Nina Foch
- Sally Forrest
- Eduard Franz
- Mona Freeman
- Leo Fuchs
- William Gargan
- Gordon Gebert
- James Gregory
- Robert H. Harris
- Darryl Hickman
- Steven Hill
- Glenn Holtzman
- Dennis Hopper
- Mary Beth Hughes
- Jeffrey Hunter
- Rick Jason
- Victor Jory
- Lee Kinsolving
- Fernando Lamas
- Frank Lovejoy
- Carol Lynley
- E.G. Marshall
- Myron McCormick
- Ann McCrea
- Ralph Meeker
- Gary Merrill
- Robert Middleton
- Sal Mineo
- Cameron Mitchell
- Chester Morris
- Conrad Nagel
- Vivian Nathan
- Patricia Neal
- Margaret O'Brien
- Michael Rennie
- Michael Ross
- Mort Sahl
- Zachary Scott
- Ann Sheridan
- Fay Spain
- Jan Sterling
- Warren Stevens
- Barry Sullivan
- Lyle Talbot
- Franchot Tone
- Rip Torn
- Murvyn Vye
- Bill Walker
- Dick Wessel
- James Westerfield
- Marie Windsor
- Keenan Wynn

## Produzione
La serie fu prodotta da CBS Television Network e girata a Los Angeles in California.

### Registi
Tra i registi sono accreditati:
- David Greene in 3 episodi (1958)
- Buzz Kulik in 2 episodi (1958)

### Sceneggiatori
Tra gli sceneggiatori sono accreditati:
- Gwen Bagni in un episodio (1958)
- Daphne Du Maurier in un episodio (1958)
- Irwin Gielgud in un episodio (1958)
- Leonard Kantor in un episodio (1958)
- Joseph Landon in un episodio (1958)
- Ross Macdonald in un episodio (1958)
- Arnold Manoff in un episodio (1958)
- Paul Monash in un episodio (1958)
- Joan Scott in un episodio (1958)
- Lorenzo Semple Jr. in un episodio (1958)
- Rod Serling in un episodio (1958)

## Distribuzione
La serie fu trasmessa negli Stati Uniti dal 22 ottobre 1958 al 14 gennaio 1959 sulla rete televisiva CBS.

## Episodi
| Stagione       | Episodi | Prima TV USA |
| -------------- | ------- | ------------ |
| Prima stagione | 12      | 1958-1959    |